# Stockbridge (Vermont)
Stockbridge è un comune degli Stati Uniti d'America, situato nello Stato del Vermont e in particolare nella contea di Windsor.